# Hồ Hữu Tường

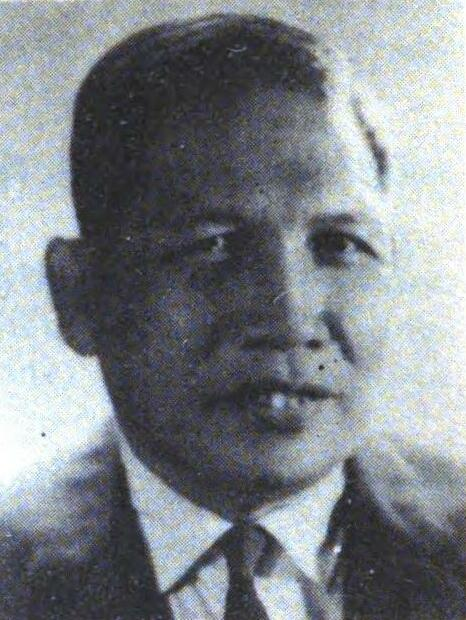
Hồ Hữu Tường năm 1968

Hồ Hữu Tường (1910 – 1980) là chính trị gia, nhà văn, nhà báo Việt Nam.

## Tiểu sử
Ông sinh tại làng Thường Thạnh, quận Cái Răng, tỉnh Cần Thơ.
Năm 1926, Hồ Hữu Tường sang Pháp học tại trường Đại học Marseille và nạp luận án thi Cao học Toán tại Đại học Lyon. Tại Pháp ông kết bạn và tham gia hoạt động chính trị với những nhà ái quốc lưu vong như Nguyễn Thế Truyền, Phan Văn Trường, Nguyễn Văn Tạo, Tạ Thu Thâu, Phan Văn Hùm, Phan Văn Chánh v.v. và gia nhập Đệ Tứ Quốc tế.

### Vận động thời Pháp thuộc
Năm 1930, Hồ Hữu Tường được giao làm chủ nhiệm tờ báo bí mật tên là Tiền quân. Thành viên của ban biên tập là những chính khách sau này như Tạ Thu Thâu, Hồ Văn Ngà, Phan Văn Chánh, Huỳnh Văn Phương, Lê Bá Cang... Báo chưa phát hành số đầu thì ban biên tập bị bắt vì tổ chức cuộc biểu tình ngày 22 tháng 5 năm 1930 trước điện Élysée (dinh Tổng thống Pháp) để xin giảm án cho các liệt sĩ trong cuộc Khởi nghĩa Yên Bái bị kết tội tử hình. Cả nhóm bị trục xuất về Việt Nam, ngoại trừ Phan Văn Hùm và Hồ Hữu Tường trốn thoát sang Bỉ. Sau đó ông về nước.
Tháng 11 năm 1932, Hồ Hữu Tường bị Pháp bắt vì phụ trách tạp chí lý luận chính trị bí mật Tháng Mười (theo xu hướng Trotsky chỉ trích hoạt động của Đảng Cộng sản Đông Dương), đến ngày 1 tháng 5 năm 1933 bị xử án treo ba năm. Sau đó ông được mời gia nhập ban biên tập của nhật báo Công luận và tuần báo Đồng Nai.
Năm 1936, Hồ Hữu Tường xuất bản tạp chí Thường trực Cách mạng, một tạp chí bí mật duy nhất trong nước được in bằng chữ in. Tạp chí này được dùng làm công cụ đối lập với Đảng Cộng sản Đông Dương. Cũng trong thời gian này ông bỏ nhóm La Lutte và cho xuất bản một tuần báo tiếng Pháp tên là Le Militant (Chiến sĩ), công khai công kích chủ nghĩa Stalin. Cùng với Đào Hưng Long ông cho ra tờ Thày Thợ cổ xúy đường lối của Đệ Tứ Quốc tế.

### Từ bỏ chủ nghĩa Cộng sản
Tháng 6 năm 1939, ông tuyên bố từ bỏ Đệ Tứ và chủ nghĩa Mác. Ngày 29 tháng 9 năm 1939, chính phủ thuộc địa mở chiến dịch tổng đàn áp, bắt hết những đảng phái đối lập. Đến cuối năm 1940, Hồ Hữu Tường bị đày ra Côn Đảo cùng với các nhà cách mạng chống Pháp khác như Nguyễn An Ninh, Phan Văn Hùm, Tạ Thu Thâu... Năm 1944, ông được trả tự do. Trong thời gian ở tù, Hồ Hữu Tường đã hình thành một hệ thống tư tưởng mới: chủ nghĩa dân tộc, không lệ thuộc Tây, Tàu, Nga, Mỹ. Ông tuyên bố: "Tôi trở về con đường dân tộc; tôi cho rằng việc giai cấp vô sản giải phóng nhân loại là một huyền thoại lớn của thế kỷ XIX và tiềm năng cách mạng của giai cấp vô sản ở châu Âu và Bắc Mỹ là một huyền thoại lớn của thế kỷ XX."
Năm 1945, Hồ Hữu Tường ra Bắc Kỳ. Trong thời gian này ông viết Xã hội học nhập môn, chống lại phép biện chứng và một loạt sách chính trị, kinh tế khác như: Muốn hiểu chánh trị, Kinh tế học, Kinh tế chánh trị nhập môn, Tương lai kinh tế Việt Nam, Vấn đề dân tộc, Tương lai văn hóa Việt Nam. Tháng 8 cùng năm ông cùng với các nhà trí thức Nguyễn Văn Huyên, Ngụy Như Kon Tum, Nguyễn Xiển đã cùng ký tên vào bức điện gửi cho vua Bảo Đại yêu cầu thoái vị
Năm 1946, Hồ Hữu Tường được mời tham dự hội nghị Đà Lạt với tư cách cố vấn trong phái đoàn Việt Nam đang điều đình với Pháp. Sau đó, ông tham gia soạn chương trình sách giáo khoa bằng tiếng Việt cho bậc trung học cho bộ Giáo dục Việt Nam Dân chủ Cộng hòa.
Năm 1947, Hồ Hữu Tường bị Pháp bắt trong lúc tản cư về Hải Dương. Sau đó ông trở về Sài Gòn viết văn, làm báo. Năm 1948, Hồ Hữu Tường hợp tác với báo Sài Gòn Mới và bắt đầu viết tiểu thuyết Phi Lạc sang Tầu.

### Cổ vũ con đường Trung lập
Năm 1953, Hồ Hữu Tường đưa ra giải pháp Trung lập chế (Neutrality). Năm sau ông sang dự hội nghị Genève, ra sức vận động cho giải pháp trung lập Việt Nam nhưng không thành công.
Tháng 3 năm 1955, Hồ Hữu Tường bị bắt vì làm cố vấn cho Mặt trận Thống nhứt Toàn lực Quốc gia (Cao Đài, Hòa Hảo, Lực lượng Bình Xuyên) chống lại chính phủ của Thủ tướng Ngô Đình Diệm.
Năm 1957, Hồ Hữu Tường bị kết án tử hình, nhưng nhờ Albert Camus và những trí thức khác như thủ tướng Ấn Độ Nehru viết thư can thiệp nên chỉ bị đày ra Côn Đảo. Ngày 31 tháng 1 năm 1964 (sau khi Đệ Nhất Cộng hòa Việt Nam sụp đổ) Hồ Hữu Tường được trả tự do rồi được đại xá ngày 14 Tháng Bảy 1967. Ra tù, ông viết bài cho tờ Ánh Sáng và đưa ra giải pháp: đề nghị Liên Hợp Quốc hóa miền Nam Việt Nam.
Năm 1965, ông làm Phó Viện trưởng Viện Đại học Vạn Hạnh và vào chủ bút tuần báo Hòa đồng'.
Năm 1967, Hồ Hữu Tường trúng cử dân biểu đối lập trong Hạ viện Quốc hội Việt Nam Cộng Hòa, thời gian này ông tham gia viết bài cho các tờ báo: Tiếng Nói Dân tộc, Quyết Tiến, Đuốc Nhà Nam, Tin Sáng, Sài gòn Mới, Điện Tín v.v...
Sau sự kiện 30 tháng 4 năm 1975, Hồ Hữu Tường chưa bị chính quyền mới bắt đưa đi học tập cải tạo cho đến khi ông có sáng kiến là in một tập tài liệu gởi trực tiếp bằng đường bưu điện cho giới lãnh đạo Đảng về nhu cầu bắt buộc Việt Nam phải trung lập trong bối cảnh tình hình của khu vực Á Châu, vào năm 1978. Khi ông bệnh nặng, khó có thể cứu chữa thì được trả tự do và mất vài ngày sau đó (26 tháng 6 năm 1980) tại Thành phố Hồ Chí Minh.

### Gia đình
Hồ Hữu Tường có chín người con với bà Nguyễn Huệ Minh, bảy trong số đó đã qua đời, hiện tại chỉ còn hai người còn sống (tới năm 2025) là Giáo sư sử học Hồ Huệ Tâm đang sống tại Mỹ và bác sĩ Hồ Đào đang sống tại tư gia ở Việt Nam. Trong những người con đã mất, người con thứ năm là ông Hồ Xích Tú, trước 1975 là Giám đốc Nhân viên Hàng Không Việt Nam, sau 1975 tham gia Nhóm thứ Sáu, một nhóm trí thức ở miền Nam Việt Năm có đóng góp cho nền kinh tế đất nước thời kỳ hậu chiến.

## Giai thoại
Khi bị giam ở phòng giam tập thể, một người tù hỏi Hồ Hữu Tường:
Bác Tường ơi! Thời Tây, thời Ngô Đình Diệm và cả thời này nữa, thời nào bác cũng đi tù. Bác có hiểu tại sao bác cứ ở tù hoài vậy không ?
Hồ Hữu Tường nhìn anh ta, vừa cười, vừa hỏi:
Mày trả lời giùm tao đi, tại sao ?
Anh ta nhanh nhẩu trả lời:
Dễ quá mà! Tên bác là " Hữu Tường" nên bác phải "hưởng tù" dài dài!
Hồ Hữu Tường cười buồn:
Có thể thằng nầy nói đúng!

## Tác phẩm
- Chính trị, kinh tế, triết học:

1. Xã hội học nhập môn (Minh Đức, 1945)
2. Kinh tế học và kinh tế chánh trị nhập môn (Tân Việt, 1945)
3. Tương lai kinh tế Việt-nam (Hàn Thuyên, 1945)
4. Phong kiến là gì? (Minh Đức,1946)
5. Vấn đề dân tộc (Minh Đức,1946)
6. Muốn tìm hiểu chánh trị (Minh Đức,1946)
7. Tương lai văn hóa Việt-nam (Minh Đức,1946, Huệ Minh, 1965).

- Văn học sử:

1. Lịch sử văn chương Việt-nam (quyển 1) (Lê Lợi, 1950).

- Văn phạm:

1. Phép nói và viết hỏi ngã (1950)
2. Em học tiếng mẹ (1950)
3. Em tập đọc (1951).

- Dịch:

1. Tam quốc chí (quyển 1, 1951)

- Truyện:

1. Bộ Một thuở ngàn năm (truyện trào phúng chính trị) gồm có: Phi Lạc sang Tàu (Sống Chung, 1949), Phi Lạc náo Hoa Kỳ (Vannay, Paris, 1955), Tiểu Phi Lạc náo Sàigòn (Nam Cường, 1966), Diễm Hồng xuất giá (Nam Cường, 1966).
2. Bộ Hồn bướm mơ hoa (tiểu thuyết lịch sử xã hội, miền Hậu Giang) gồm 4 tập: Mai Thoại Dung, Tam nhơn đồng hành, Ông thầy Quảng, Bủa lưới người (Nam Cường, 1966).
3. Bộ Gái nước Nam làm gì? (tiểu thuyết tranh đấu chống Pháp) gồm Thu Hương và Chị Tập (Sống Chung, 1949).
4. Nỗi lòng thằng Hiệp (Lê Lợi, 1949).
5. Kế thế (tiểu thuyết dã sử) (Huệ Minh, 1964).
6. Bộ Thuốc trường sanh gồm 3 tập: Xây mộng, Phúc đức và Vẹn nguyền (Huệ Minh, 1964). Hoa dinh cẩm trận (tiếp theo Thuốc trường sanh).
7. Người Mỹ ưu tư (tác giả xuất bản, Paris, 1968)

...
- Tiểu luận: "Những kỹ thuật căn bản của nghề làm báo (in tại Paris, 1951, Hòa Đồng, 1965), "Trầm tư của một tên tội tử hình" (Lá Bối, 1965), "Luận lâm I" (Huệ Minh, 1965), "Nói tại Phú Xuân" (những bài tham luận đọc tại Đại học Huế) (Huệ Minh, 1965).
- Truyện ngắn, tạp văn: "Quả trứng thần" (1952), Kể chuyện (Huệ Minh, 1965), Nợ tinh thần (Huệ Minh, 1965).
- Tự truyện và hồi ký: Thằng Thuộc con nhà nông (An Tiêm, 1966), 41 năm làm báo (Trí Đăng, Đông Nam Á tái bản tại Paris, 1984), "Un fétu de paille dans la tourmente" (Paris, 1969, chưa in).